# Smolokorka buková
Smolokorka buková (Ischnoderma resinosum) je nejedlá dřevokazná houba z čeledi hlinákovité.

## Synonyma
- Boletus fuliginosus Scop.
- Boletus resinosus Schrad.
- Fomes fuliginosus (Scop.) Fr.
- Fomes resinosus (Schrad.) Bigeard & H. Guill.
- Fomitopsis resinosa (Schrad.) Rauschert
- Ischnoderma fuliginosum (Scop.) Murrill
- Ochroporus resinosus (Schrad.) J. Schröt.
- Placodes resinosus (Schrad.) Quél.
- Polyporus fuliginosus (Scop.) Fr.
- Polyporus resinosus (Schrad.) Fr.
- Scindalma fuliginosum (Scop.)
- Ungulina fuliginosa (Scop.) Pat.[1]